# هایدنبورگ
هایدنبورگ (به آلمانی: Heidenburg) یک شهر در آلمان است که در برنکاستل-ویتلیش واقع شده‌است. هایدنبورگ ۷۴۹ نفر جمعیت دارد.